# Magdalena Frąc
Magdalena Frąc – polska mykolog i nauczyciel akademicki, profesor doktor habilitowany nauk rolniczych Akademii Rolniczej w Lublinie.

## Życiorys
W 2003 uzyskała tytuł magistra inżyniera ochrony środowiska na Wydziale Biologii i Hodowli Zwierząt Akademii Rolniczej w Lublinie. Stopień doktora nauk rolniczych w zakresie agronomii uzyskała w 1997 na Wydziale Rolniczym Akademii Rolniczej w Lublinie, na podstawie pracy pt. Wpływ osadu ściekowego z mleczarni na liczebność mikroorganizmów i ich aktywność biochemiczną w glebie. Habilitowała się w dziedzinie nauk rolniczych w dyscyplinie agronomia w 2013 w Instytucie Agrofizyki im. B. Dobrzańskiego PAN w Lublinie, w oparciu o rozprawę zatytułowaną Ocena mikologiczna osadu z oczyszczalni ścieków mleczarskich oraz jego wpływ na różnorodność funkcjonalną mikroorganizmów glebowych. 
Od 2016 prezes Polskiego Towarzystwa Mykologicznego. 
W 2018 została oficjalnie mianowana profesorem nauk rolniczych podczas uroczystości w dniu 6 lutego 2018 roku w Pałacu Prezydenckim. 
W 2019 nominowana do nagrody Kuriera Lubelskiego Osobowość Roku w kategorii NAUKA.

## Wybrane publikacje
- Ocena mikologiczna osadu z oczyszczalni ścieków mleczarskich oraz jego wpływ na różnorodność funkcjonalną mikroorganizmów glebowych. Lublin: Instytut Agrofizyki im. Bohdana Dobrzańskiego PAN, 2012, s. 142. ISBN 978-83-89969-96-5.